# Medaile Za zásluhy o rozvoj atomové energie
Medaile Za zásluhy o rozvoj atomové energie (rusky Медаль «За заслуги в освоении атомной энергии») je státní vyznamenání Ruské federace založené roku 2015.

## Historie
Medaile byla založena dekretem prezidenta Ruské federace č. 133 ze dne 16. března 2015 O zřízení medaile Za zásluhy o rozvoj atomové energie a Zasloužilého pracovníka atomového průmyslu Ruské federace.

## Pravidla udílení
Medaile se udílí občanům Ruska za zásluhy v oblasti výzkumu, vývoje a využití atomové energie, za velký přínos k zajištění jaderné a radiační bezpečnosti, za školení personálu, za vědeckou a projekční činnost a za další úspěchy v oblasti rozvoje atomové energie směřující ke komplexnímu socioekonomickému rozvoji Ruské federace, za posílení její obranyschopnosti a zajištění národních zájmů a za rozvoj mezinárodní spolupráce. Může být udělena i cizím státním příslušníkům za zvláštní zásluhy o rozvoj jaderného průmyslu Ruské federace.
Medaile Za zásluhy o rozvoj atomové energie se nosí nalevo na hrudi a v přítomnosti dalších ruských vyznamenání se nosí za medailí Za rozvoj železnice.

## Popis medaile
Medaile pravidelného kulatého tvaru o průměru 32 mm je vyrobena ze stříbra. Vnější okraj medaile je vystouplý. Na přední straně je stylizovaný symbol atomu. Ve spodní části je jaderný ledoborec a jaderná elektrárna. Na zadní straně je nápis v cyrilici ЗА ЗАСЛУГИ В ОСВОЕНИИ АТОМНОЙ ЭНЕРГИИ a pod ním sériové číslo medaile. Všechny nápisy i obrázky jsou konvexní.
Medaile je připojena pomocí jednoduchého kroužku ke kovové destičce ve tvaru pětiúhelníku potažené hedvábnou stuhou z moaré širokou 24 mm. Stuha se skládá z červeného pruhu uprostřed, na který z obou stran navazují proužky bílé barvy, následují modré pruhy a oba okraje jsou lemovaný bílými proužky. Šířka bílých proužků je 1 mm.